# Taieria obtusa
Taieria obtusa är en spindelart som beskrevs av Forster 1979. Taieria obtusa ingår i släktet Taieria och familjen plattbuksspindlar. Inga underarter finns listade i Catalogue of Life.